# بودانا دادا
بودانا یوسیپیونا دادا (اوکراینی: Богдана Йосипівна Ду́рда؛ زادهٔ ۲۴ مه ۱۹۴۰) هنرمند، نویسنده، شاعر، و ترانه‌سرای اوکراینی و همچنین مهندس طراح است.

## زندگی
دادا در بوچاچ، منطقه چورتکیف در استان ترنوپیل در غرب اوکراین، ۲۴ مه ۱۹۴۰ به دنیا آمد.

## تحصیلات
او از دانش‌آموختگان پلی‌تکنیک لویو است و در سال ۱۹۹۱ از دانشگاه هنرهای مکاتبات مسکو فارغ‌التحصیل شد.

## حرفه
آثار هنری او شامل پرتره، مناظر و طبیعت بی جان است. او تصویرگری کتاب‌های کودکان را برعهده داشته و برای بیش از ۱۰۰ ترانه شعر نوشته‌است. دوردا از سال ۱۹۶۵ تا ۱۹۹۶ به عنوان مهندس طراح در کارخانه ترنوپیل، یک کارخانه شیمیایی در دونتسک، کار کرد. دوردا از سال ۱۹۹۶ روی کارهای خلاقانه خود از جمله پرتره، مناظر و طبیعت بی جان تمرکز کرده‌است